# Couvent des Madelonnettes

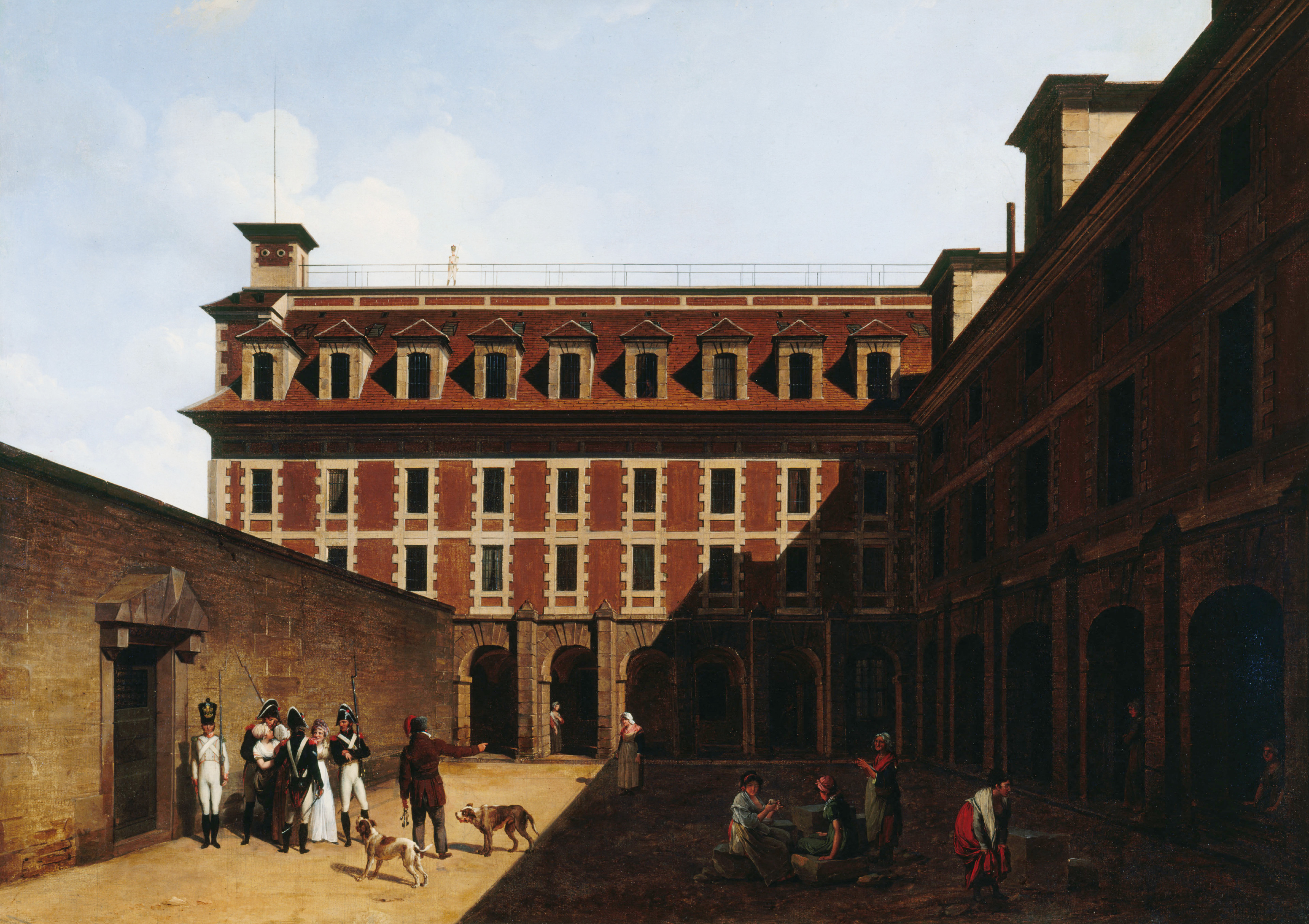
Couvent des Madelonnettes, ca 1805

Couvent des Madelonnettes var ett kloster för kvinnor i Paris, verksamt mellan 1637 och 1790. Det var officiellt ett kloster för före detta prostituerade, men fungerade i realiteten som ett privatdrivet fängelse för kvinnor.   

## Historik

### Bakgrund
Från 1618 drev den förmögne köpmannen Robert de Montry en verksamhet där han tog emot prostituerade kvinnor i sitt hem och erbjöd dem kost och logi för att de skulle slippa sälja sig. Verksamheten var framgångsrik, och 1620 försågs dessa kvinnor med ett eget hus. År 1625 fick de ett underhåll från kungen, och 1630 fick huset klosterstatus som Sainte Madeleine-systrarnas kloster. Klosterbyggnaden invigdes 1637. 

### Verksamhet
Klostret byggde ursprungligen på idén att ta emot prostituerade kvinnor som ville leva ett klosterlikt liv. Det blev dock snabbt ökänt i Paris som ett privat fängelse, där kvinnor som ansågs ha brutit mot sexuella konventioner spärrades in mot ersättning, ofta av sina familjer. Bland de kvinnor som fängslades i klostret mot sin vilja fanns Ninon de l'Enclos, som tillfälligt placerades där 1657 innan hennes många älskare framgångsrikt lyckades befria henne. 
Nunnorna bestod av tre kategorier: 
- Sainte Madeleine-systrarna, som avlagt fulla löften, vit dräkt;
- Saint' Marthe-systrarna, som avlagt icke bindande löften och som efter två år kunde bli Sainte Madeleine-systrar, grå dräkt;
- Saint Lazare-systrarna, som hade blivit fängslade i klostret mot sin vilja och inte avlagt löften; ingen uniform utöver en svart slöja över ansiktet.

Eftersom nunnorna oftast hade blivit fängslade i klostret mot sin vilja måste de övervakas av andra nunnor för att klostret inte skulle gå miste om de pengar de fick av dessa nunnors familjer. Därför övervakades Sainte Madeleine-systrarna av andra nunnor, först ur orden Visitation de Saint-Antoine (1629–1677), ursuliner (1677–1720) och slutligen Saint-Michel-nunnorna (1720-1790), som var kända för sin stränghet. 

### Upplösning
Efter nationalförsamlingens dekret av den 13 februari 1790 om avskaffande av religiösa ordnar under Avkristningen under franska revolutionen, genomfördes en slutlig inventering den 17 mars samma år, varefter klostret stängdes. Det rapporteras att medan nunnorna i många andra kloster ofta protesterade, valde 35 av de befintliga 38 nunnorna i Madelonnettes frivilligt att lämna klostret. 
Klostret användes sedan som politiskt fängelse under skräckväldet. Mellan 1795 och 1831 fungerade det åter som kvinnofängelse; både för faktiska brottslingar, liksom förut för kvinnor som låstes in av sina familjer utan att ha begått ett brott. År 1831-1836 var det barnfängelse, och 1836-1865 ett vanligt fängelse, innan det slutligen revs.